# Inside Man
Inside Man és una pel·lícula estatunidenca dirigida per Spike Lee, estrenada el 2006.

## Argument
Manhattan. El recinte d'un dels innombrables bancs de la ciutat és pres per assalt per un comando d'homes sòlidament armats, i les cares dels quals són dissimulades per passamuntanyes i ulleres negres. Des de la seva irrupció, els individus prenen com a ostatges els clients presents i els obliguen a vestir-se com ells. Els atacants tenen per a objectiu la sala de les caixes fortes, però els diners que hi són emmagatzemats no semblen ser el seu interès principal. El lloc sembla encobrir un antic secret conegut només per dues persones...

## Repartiment
- Denzel Washington: Inspector Keith Frazier
- Clive Owen: Dalton Russell
- Jodie Foster: Madeleine White
- Christopher Plummer: Arthur Case
- Willem Dafoe: Capità John Darius
- Chiwetel Ejiofor: Inspector Bill Mitchell
- Carlos Andrés Gómez: Steve
- Kim Director: Stevie
- James Ransone: Steve-O
- Bernard Rachelle: Chaim
- Peter Gerety: Capità Coughlin
- Victor Colicchio: Sergent Collins
- Cassandra Freeman: Sylvia
- Peter Frechette: Peter Hammond
- Gerry Vichi: Herman Gluck
- Waris Ahluwalia: Vikram Walia
- Rafael Osorio: Vigilant
- Rodney 'Bear' Jackson: Vigilant
- Daryl 'Chill' Mitchell: Oficial Rourke
- Ashlie Atkinson: Oficial Berk
- David Brown: Oficial Carnow
- Robert C. Kirk: Oficial Borinsky
- Frank Stellato: Inspector de la unitat mòbil
- Ken Leung: Wing
- Marcia Jean Kurtz: Miriam Douglas
- Ed Onipede Blunt: Ray Robinson
- Amir Ali Said: Brian Robinson
- Lemon Andersen: Paul Guitierez
- Samantha Ivers: Nancy Mann
- Peter Kybart: Maire
- Jason Manuel Olazabal: Oficial Hernandez
- Jeff Ward: Oficial Jesus
- Anthony Mangano: Oficial
- Michael Devine: Oficial
- Ed Bogdanowicz: Oficial
- Aaron Vexler: Oficial
- Anthony Borowiec: Oficial
- Joe Coots: Oficial
- Lionel Pina: Policia amb les pizzes
- Ken Ferigni: Inspector
- Frank Hopf: Oficial
- Robert Testut: Oficial
- Craig Marcus Spitzer: Seth Greenblatt
- Lily Agosto: Gladys Perez
- Patrick Illig: Brad Stone
- Frank Composto: Eric Dodge
- Rozanne Sher: Ostatge dona
- Rachel Matthews Black: Katherine
- Gregory Dann: Guàrdia
- Ben Crowley: Ajudant de White
- Shon Gables: Reporter de CBS News
- Dominic Carter: Periodista de NY1 News
- Sandra Endo: Reporter de NY1 News
- Kandiss Edmundson: Madge
- Al Palagonia: Kevin
- Florina Petcu: Ilina
- Agim Cona: Borova
- John Speredakos: Oficial Porcario
- Baktash Khadem Zaker: Zahir

## Al voltant de la pel·lícula
- El rodatge es va desenvolupar completament a Nova York, de juny a l'agost del 2005.[2]
- El videojoc on el noiet juga amb la seva PlayStation no existeix, les imatges que es veuen han estat creades per a la pel·lícula. El joc, molt violent, mostra un afroamericà en un cotxe disparant contra un altre negre i després rematant-lo amb una granada a la boca (amb la frase «Kill dat nigga!»: «Mata aquest negre!»). Imita el joc Grand Theft Auto: San Andreas, reputat per a la seva violència i els seus personatges principals afroamericans (per la qual cosa ha estat acusat de racisme).[2]
- L'iPod col·locat a prop de l'emissor difon un antic discurs del president albanès Enver Hoxha, que va ser efectivament president del partit Comunista Albanès de 1945 a 1985.[2]
- El tema musical d'obertura (la cançó Chaiyya Chaiyya) és una composició de l'indi Allah Rakha Rahman extreta de la pel·lícula Dil Se.. (1998).